# Гес Ху
Гес Ху  (на английски: The Guess Who, Дъ Гес Ху) е канадска рок група от края на 1960-те и началото на 1970-те години.
Създадена е в началото на 1960-те години в Уинипег, Канада под името Ал Енд Силвърстоунс. Участници са Чъд Алън (истинско име Алън Коубъл, р. 23 март 1943) – вокал, Ренди Бахман (р. 27 септември 1943) – китара, Джим Кейл (р. 11 август 1943) – бас, Гари Питерсън (р. 26 май 1945) – ударни, и Боб Ъшли – клавишни.
Групата си сменя името на Чад Алън Енд Рефлекшънс, после на Чад Алън Енд Експрешънс, но издаваните сингли нямат успех. В 1964, след участие в трибюта на Бъди Холи, групата е поканена да работи за Куолити Рекърдс. Следващата година излиза сингълът им Shakin' All Over с кавър на Джони Кид Енд Пайрътс. За да създаде интрига, фирмата вместо истинското име на групата, слага надпис Гес Ху ('Познай кой е'). Песента става шлагер номер едно в Канада и 22-ра в САЩ, а групата се сдобива с ново име.
Вторият им албум има по-слаб успех от първия и се правят промени в състава. Ъшли е заменен от Бъртън Къмингс, който по-късно, след напускането на Алън, става водещ вокалист и композитор на песните заедно с Бахман. Един от първите сингли с Къминс, His Girl, има голям успех във Великобритания, но турнето на „Guess Who“ там е без успех.

## Дискография

### Като Чад Алън Енд Експрешънс
- 1965 – Hey Ho (What You Do To Me)
- 1965 – Shakin' All Over

### Като Гес Ху?
- 1966 – It's Time
- 1968 – A Wild Pair

### Като Гес Ху (1967 – 1975)
- 1968 – Wheatfield Soul
- 1969 – Canned Wheat
- 1970 – American Woman
- 1970 – Share the Land
- 1971 – So Long, Bannatyne
- 1972 – Rockin'
- 1972 – Live At The Paramount
- 1972 – Wild One
- 1973 – Artificial Paradise
- 1973 – #10
- 1974 – Road Food
- 1974 – Flavours
- 1975 – Power in the Music
- 1976 – The Way They Were (с неиздаван материал)

### Реформации на Гес Ху
- 1979 – All This for a Song
- 1982 – Guess Who's Back
- 1983 – Together Again (на живо, записан с Джим Кейл, Гери Питърсън, Ренди Бакман и Бъртън Къмингс)
- 1995 – Liberty, също издаден като Lonely One
- 2001 – Running Back Thru Canada (на живо, записан с Дон Макдугъл, Бил Уолъс, Гери Питърсън, Ренди Бакман y Бъртън Къмингс)